# Catocala pura
Catocala pura là một loài bướm đêm trong họ Erebidae.

## Hình ảnh

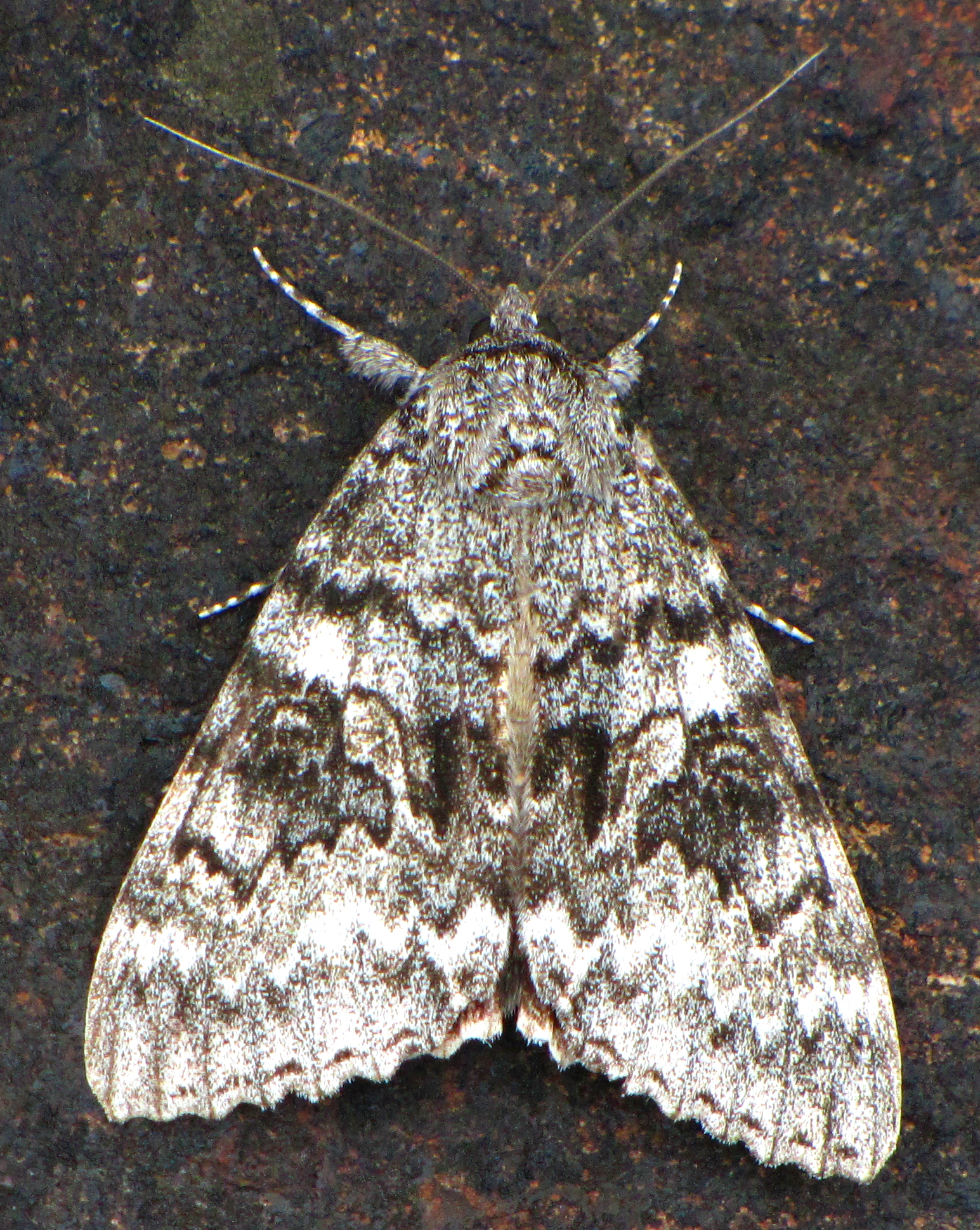